# Fliegerersatz Abteilung Nr. 4
Fliegerersatz Abteilung Nr. 4 – FEA 4 – jedna z 17 jednostek lotnictwa niemieckiego Luftstreitkräfte z początkowego okresu I wojny światowej tego typu. Dosłownie Lotniczy Oddział Uzupełnień.

## Informacje ogólne
W momencie wybuchu I wojny światowej z dniem 1 sierpnia 1914 roku jednostka została ulokowana na lotnisku Ławica w Poznaniu. Po upadku Rosji w 1917 roku jednostka została przeniesiona do Döberitz w Brandenburgii, gdzie pozostała do końca wojny.
Jednostka prowadziła szkolenie pilotów i obserwatorów dla jednostek liniowych np. Feldflieger Abteilung. W późniejszym okresie szkolenie obserwatorów zostało wydzielone do specjalnych szkół Fliegerbeobachterschulen (FBS).
W jednostce służyli m.in. Alfred Schinzing, Oskar Rousselle, Karl Odebrett, Otto Ehrich, Hans Nülle.
W jednostce zostały utworzone m.in. następujące eskadry myśliwskie: Jasta 43 i Jasta 69.

## Dowódcy Jednostki
| Stopień | Nazwisko         | Okres                  |
| ------- | ---------------- | ---------------------- |
|         |                  | 1.08.1914 – 13.04.1915 |
| Kapitan | Alfred Schinzing | 13.04.1915 – 6.05.1916 |
|         |                  | 6.05.1916 –            |